# Johnny Bravo
Johnny Bravo er en amerikansk, animeret tv-serie fra 1997. Seriens handling finder sted i byen «Aron City» (reference til Elvis Presleys mellemnavn «Aaron»). Den handler om et stort muskelbundt som er helt vild med "hotte babes" og som (næsten) vil gøre alt for at få fat i dem. Desværre går det aldrig for ham. Den bliver vist på Cartoon Network.
Serien er i stor grad et produkt af amerikansk kultur. Alle fakta og referencer begrænser sig til hvad Johnny Bravo kan have plukket op fra TV, supermarkedet, generel reklame og, ikke mindst, Elvis Presley.
Johnny Bravo er svært kultur- og samfundskommenterende med sine sarkastiske og intellektuelle referencer, og er meget populær både i USA og resten af verden.

## Afsnit
| Sæson | Sæson          | Afsnit         | Oprindelig sendt | Oprindelig sendt  | Oprindelig sendt         |
| Sæson | Sæson          | Afsnit         | Start            | Slut              | Netværk                  |
| ----- | -------------- | -------------- | ---------------- | ----------------- | ------------------------ |
|       | 1              | 13             | 7. juli 1997     | 15. december 1997 | Cartoon Network          |
|       | 2              | 22             | 2. juli 1999     | 28. januar 2000   | Cartoon Network          |
|       | 3              | 17             | 11. august 2000  | 14. juni 2002     | Cartoon Network          |
|       | 4              | 13             | 20. februar 2004 | 20. august 2004   | Cartoon Network          |
|       | Specials       | 2              | 7. december 2001 | 14. februar 2004  | Cartoon Network          |
|       | Indien Special | Indien Special | 2011             | 2011              | Cartoon Network (Indien) |

## Medvirkende
- Johnny Bravo (stemmelagt af Lars Thiesgaard) Johnny Bravo er stærkt influeret af amerikansk machotradition, med et glorificeret, urealistisk selvbillede, og svagt udviklede sociale evner. I lighed med Elvis, elsker han sin mor, og moren elsker sin søn. Hans ekstreme machoimage, inspireret af 1950'erne, har også gjort ham svært populær i subkulturmiljøer med interesse for rockabilly og 1950'er mode og musik. Han ses derfor af mange som en kultfigur. Johnny bærer et par solbriller, og det har derfor været en hemmelighed hvordan hans øjne så ud, men hans øjne blev en enkelt gang set i episoden Bravo Dooby Doo, og de er to ovale sorte prikker ligesom alle de andre karakterers øjne.

- Bunny Bravo (stemmelagt af Ann Hjort) Bunny Bravo er Johnnys mor. Hun er ofte klædt i stramme bukser, som er røde i første sæson, og lilla i anden sæson. Hun har også et tørklæde rundt om hovedet, så ingen har set hendes hår. SI lighed med sin søn, bærer hun også solbriller,så hendes øjnes udseende er ukendt.

- Lille Suzie (Suzy) (stemmelagt af Ann Hjort) Suzie er Johnnys nabo, en pige der er idérig og meget hjælpsom,  men som også irriterer Johnny. I afsnittet Johnny møder Farah Fawcett bliver det afsløret, at Suzie er kusine til Farah Fawcett hvilket Johnny ikke tror på.

- Carl Chryniszzswics  (stemmelagt af Timm Mehrens) Carl er en ung mand, der medvirker i anden sæson. Han er meget intelligent og har opfundet en del. Johnny synes Carl er en irriterende nørd, og prøver tit at slippe af med ham.

- Pops (stemmelagt af Peter Røschke) Pops er navnet på ejeren af Pops restaurant, som er en café, hvor Johnny tit opholder sig for at spise chili, eller score damer. Pops kan lide at fuppe andre, og har tit lokket penge ud af Johnny.

### Amerikanske gæstestjerner
I den amerikanske version optræder, der utalige gæstestjerner, der inkluderer: Don Knotts, Jessica Biel, Alec Baldwin, "Weird Al" Yankovic, Luke Perry, Farrah Fawcett, Vendela Kirsebom, Adam West, Dionne Warwick, Mick Jagger, Richard Simmons, Mr. T, Mark Hamill, Shaquille O'Neal, Seth Green, Allyce Beasley, Curtis Armstrong, Chuck D, Jeffrey Tambor, Tia Carrere, Laraine Newman og Donny Osmond.
Der har også optrådt tegnefilmsfigurer som Scooby-Doo, Fred Flinstone og Yogi Bear.